# 长子古城址及墓地
长子古城址及墓地，位于山西省长治市长子县城西南3公里城关镇孟家庄，是中华人民共和国山西省文物保护单位之一。
1986年8月18日，授予山西省文物保护单位，是一座古遗址。